# Alzain Tareqová
Alzain Tareqová (* 1. ledna 2005) je bahrajnská plavkyně.

## Biografie
Alzain Tareqová se narodila v Bahrajnu v roce 2005. Tareq je nejmladší sportovkyní v dějinách, která debutovala na mistrovství světa v plavání a zúčastnila se mistrovství světa v roce 2015 ve věku 10 let.
Tareqová se kvalifikovala na mistrovství světa v Kazani s nejlepším časem Bahrajnu na 50m motýlek, porazila mnohem starší plavce. Její účast na mistrovství světa v Kazani byla umožněna díky legislativnímu vakuu v pravidlech FINA. FINA nestanovila minimální věk pro účast ve svých soutěžích, ponechala však federaci každé země možnost regulace, jak to uzná za vhodné (s výjimkou skoků do vody, pro které je minimální věk 14 let). Například Evropská plavecká liga (LEN) umožňuje účast ve svých soutěžích pouze plavcům, kteří dovršili 14 let.

## Rodina
Tareq je dcera Tareqa Salema Juma, profesionálního plavce z Bahrajnu.